# Piper Halliwell
Piper Halliwell (San Francisco, 7 augustus 1973) is een personage in de tv-reeks Charmed vertolkt door de Amerikaanse actrice Holly Marie Combs.

## Achtergrond
Piper Halliwell wordt geboren als tweede dochter van Patty Halliwell en Victor Bennet.
In de vroege voor geschiedenis van de Charmed Ones is Piper de middelste zuster. Haar zussen zijn Prue Halliwell en Phoebe Halliwell en halfzus Paige Matthews. Ze heeft een zacht karakter, wat verlegen, en verdoet het merendeel van haar tijd met scheidsrechter spelen tussen haar oudste zus Prue en haar jongere zus Phoebe.
En hoewel Prue de oudste is, is Piper de meest moederlijke van de drie.
Piper en haar zussen kwamen er maar pas in hun 20'er jaren achter dat ze magische heksen waren. Hun grootmoeder Penelope Halliwell heeft de krachten van de meisjes gebonden kort na de geboorte van de jongste Halliwell Phoebe. Toen een demon Nicholas probeerde immuniteit te krijgen voor de Charmed Ones hun krachten.
Geschoold in economie en koken heeft Piper nadat ze afgestudeerd is een baantje als een bankbediende, een job die ze niet echt met hart en ziel doet, en eerder uit plichtsbesef daar werkt, om de ziekenhuiskosten van haar grootmoeder te betalen.
Haar grootmoeder overtuigde haar om de job op te zeggen. Meteen na het overlijden van Grams in 1997 werkte Piper als een zelfstandige traiteur, en als een Chef / manager in een trendy/modern restaurant in het stadsgedeelte van San Francisco genaamd Quake Ze wordt beschouwd als een van de beste koks in San Francisco waar de serie op gebaseerd is.

## De Charmed One

### Krachten
Zodra het lot van de Charmed Ones is onthuld, is Piper geschokt, om nadien verward te worden over haar krachten, meermaals heeft ze de angst dat ze iemand onopzettelijk zou kwetsen met haar magische kracht. De kracht die Piper erft uit haar heksenstamboom is de kracht van Molecular immobilization Dit geeft haar de mogelijkheid tijdelijk objecten in hun beweging te vertragen: dit doet ze door moleculen te vertragen tot het punt waar ze bevriezen, zodat het lijkt alsof ze niet meer bewegen (ook wel bevriezen genoemd).
- Haar kracht wordt origineel gestart door een paniekreactie.
- Piper moet handbewegingen maken, als ze wilde dat dingen of demonen bevroren in hun beweging, of te ontvriezen.
- Als haar handen worden vastgebonden is ze in principe hulpeloos.
- Piper kon eerst enkel de objecten in haar onmiddellijke omgeving bevriezen, ze moest in dezelfde ruimte zijn.
- De bevriezing duurde eerst niet langer dan een paar seconden.
- Wat later leert ze haar kracht te bedwingen en kan ze op een gecontroleerde manier bevriezen en ontvriezen zonder in paniek reactie.
- Ze kan buiten het kwade ook meubilair bevriezen, zoals een glazen vaas, of materiaal dat dreigt op de grond te vallen.
- Ze kan geen onschuldigen bevriezen.
- De kracht van het bevriezen blijft groeien totdat de uitwerking voor een langere duur is dan enkele seconden.
- Naarmate haar kracht groeit, groeit ook het bereik van haar kracht.
- Wat later ontwikkelt ze een meer aanvallende kracht in de vorm dat ze dingen kan opblazen.
- Deze kracht werkt door het versnellen van de moleculen, van het gewenste object, tot op het punt dat ze splitsen met een explosie tot gevolg.
- Ze gebruikt daar een gelijkaardige handbeweging voor, als bij het vertragen van de moleculen, daardoor was ze zeer onzeker, in het gebruik van haar krachten toen ze deze nieuwe kracht ontwikkelde. Niet zeker wetende of de begeerde objecten zouden bevriezen, of ontploffen bij haar handbeweging.
- Net zoals haar bevriezingskracht, leerde Piper na verloop van tijd haar explosieve kracht te beheersen, zodat ze met precisie kan aanvallen.
- Deze gave wordt Molecular Combustion genoemd.
- Voor haar krachten heeft ze beide handen nodig (om de bevriezing/ ontploffing beweging) en haar ogen, omdat ze moet zien wat ze juist bevriest of laat ontploffen.
- Buiten Cole Turner zijn er maar heel weinig immuun voor haar krachten zowel onder de goede als onder de kwade tegenstanders. Toen ze haar krachten tegen Cole Turner gebruikte, was het enige wat ze bereikte dat hij helemaal naar de andere kant van de ruimte vloog, in de plaats van hem te vernietigen.
- Piper haar krachten zijn gelinkt aan haar emotie, men neemt dan ook aan dat ze de kracht van molecular Combustion pas ontwikkelde toen ze wat assertiever en zelfverzekerder werd.
- Net als de twee andere Charmed Ones heeft Piper de kracht om spreuken te maken, en te pendelen.
- Ze is een absolute prof, in het maken en creëren van toverdrankjes, zoals voorspeld door Grams, omdat Piper een universitair geschoolde en een natuurlijk talent heeft voor koken en alles wat er verband mee houdt.

### Transformaties als een Charmed One
- Een Wendigo
- Een geest
- Een Furie
- Een superheldin
- Een Griekse godin
- Een Valkyrie
- De dame van het meer
- Parvati een Hindoe godin
- De engel van de dood

## Liefdesleven
Ze is verliefd geweest op een geest, een bankier, een warlock, een brandweerman, haar Whitelighter en echtgenoot Leo Wyatt. Ze heeft de relatie tussen haar en Leo voor een tijdje verbroken, omdat ze tegengestelde wensen had.
Ze heeft toen een relatie aangeknoopt met de buur Dan Gordon voor bijna een jaar voor ze haar liefde voor Leo een tweede kans gaf.
- Gedurende deze tijd bleef Dan in het ongewisse dat Piper in feite een heks was met magische krachten.
- Dan komt hij uiteindelijk achter de ware natuur van Piper en kan er niet mee leven.

Ze eindigt de relatie met Dan, na een afspraak te maken met de flesgeest, om de kennis van Dan met het geheim van Piper weg te nemen uit zijn geheugen
- Dan verhuist, om verder aan zijn carrière te werken.
- In een van Pipers vorige levens als P. Baxter nicht van P. Russel en P. Bowen, moest Piper ook kiezen tussen haar geliefden Leo en Dan, respectievelijk is Dan in een vorige leven Gordon Johnson en vader van Penelope Halliwell Piper was in haar vorige leven gehuwd met Dan, en is dus eigenlijk haar eigen, overgrootmoeder en dat van haar zussen.
- Piper en Leo hebben nog altijd af te rekenen, met de consequenties van hun verboden relatie
- nadat de Elders een ultimatum opleggen, vraagt Leo Piper ten huwelijk, na enkele aarzelingen stemt ze toe.
- Ze waren van plan om in het geheim te huwen, maar de Elders kregen lucht van dit plan door de opzettelijk gelekte informatie van Cole Turner en Leo werd geteleporteerd door de elders tijdens het ritueel.
- Wanneer de Elders Piper verboden om Leo nog te zien, besluit ze om in staking te gaan, in verband met haar heks zijn.
- Maar nadat Piper begrijpt dat ze nog steeds een job te doen heeft als een heks, ondanks haar boosheid om Leo, sturen de Elders Leo terug, om te bewijzen dat hun relatie geen complicaties brengt aan de uitoefening van hun job.
- uiteindelijk huwen Piper en Leo met elkaar, het huwelijk wordt gesloten door de geest van Grams

Phoebe haar half-demonen vriendje Cole Turner, De vader Victor Bennet goede vriend Darryl Morris, de twee zussen, Phoebe Halliwell Prue Halliwell wonen het huwelijk bij. De moeder van de Halliwells Patty Halliwell wordt door de Elders naar het huwelijk gestuurd als een huwelijkscadeau voor Piper.
- Piper heeft 3 kinderen, Wyatt, Chris en Melissa. Wyatt is de oudste en heeft ook whitelighter krachten. Chris is een keer uit de toekomst naar huis gekomen en zo weten de Halliwells hoe hij er later uit komt te zien.

## Professioneel leven
- Piper begint haar carrière als een accountant bij een kleine bank in San Francisco, voor ze ontslag neemt om haar droom achterna te gaan, om een professionele chef te worden.
- Ze start onder begeleiding van de wisselvallige chef Moore in een trendy restaurant Quake.

Na een week of twee verlaat Moore plots het restaurant, waardoor Piper nogal onverwacht promoveert tot manager wat ervoor zorgt dat piper altijd dubbele diensten moet doen, en ze er niet gelukkiger op wordt.
- Ze neemt haar ontslag in Quake en opent haar eigen club P3 een eerbetoon aan de kracht van drie, en aan haar zussen Phoebe en Prue
- P3 wordt de hipste club na een optreden van Dishwalla, een bekende muziekgroep, wiens manager Jeff Carlton een deal gesloten heeft met de demon Masslin
- P3 was voor een korte periode gesloten, door het overlijden van Prue Halliwell maar Piper heropent P3 als ze eenmaal verdergaat met haar leven en haar halfzus Paige Matthews accepteert.
- P3 blijft voor minstens 7 jaar open, op het einde van de serie, komen we te weten dat Piper eindelijk chef is in haar eigen restaurant, waarvan ze altijd gedroomd heeft.

## Pipers zwakte
Piper is de tweede oudste van de Charmed Ones en waar Prue Halliwell de angstloze, zelfverzekerde leidster is van de familie, Phoebe Halliwell de roekeloze jongste zus is, bevindt Piper zich zowat in het midden, een moderator tussen haar oudste en jongste zus.
Piper neemt de teugels aan om zowat het morele kompas te vormen in het trio, en wordt de stem van rede bij de Charmed Ones.
In tegenstelling tot haar zussen is Piper altijd het ongelukkigst geweest met het feit dat ze een heks is, en heeft ze de meeste moeilijkheden om haar lot als een Charmed One te omhelzen. Ze blijft continu smachten en zoeken naar enige vorm van een normaal leven.
Dit is een significante zwakte geworden bij Piper, want zowel demonen als Warlocks hebben van deze zwakte gebruikgemaakt en uitgebuit in een poging om haar krachten te stelen of haar te doden.

## Piper in haar relatie tot haar zussen
Het plotse verlies van Prue Halliwell komt hard aan bij Piper en Phoebe Halliwell, want hoewel ze de meest krachtige heksen ter wereld zijn, zijn ze niet onoverwinnelijk.
- Een paar dagen na het verlies van Prue vernemen Piper en Phoebe dat ze nog een halfzus hebben, Paige Matthews en hoewel Paige niet de naam Halliwell draagt, beschouwt Phoebe Paige meteen als haar zus.

Piper wordt na de dood van Prue meteen de oudste zus, wat haar ook de leider van de familie maakt.
Piper heeft door het verlies van Prue wat meer moeilijkheden om Paige te aanvaarden als haar zus, en vriend. Geleidelijk na verloop van tijd geeft ze Paige een kans, en worden de zusterlijke banden wat meer aangetrokken, wat ervoor zorgt dat de Charmed Ones terug hersteld zijn. Om de Bron van alle kwaad te vernietigen.
- Doordat ze de bron van alle kwaad vernietigd hebben, krijgen ze van de Angel of Destiny de mogelijkheid om een magievrij leven te leiden, wat een heel aantrekkelijk voorstel is voor Piper, alsook Phoebe, die het beu zijn om geliefde aan het kwaad te verliezen. Het is Paige, de nieuwe benjamin in de familie, die eerst Phoebe weet om te praten, en uiteindelijk heel langzaam Piper weet om te praten, om hun krachten en leven als Charmed Ones voort te zetten.

## Piper in de moederrol
Nadat ze samen het voorstel van de engel van het lot hebben afgeslagen, ontdekt Piper dat ze zwanger is.
- Piper lijkt doorheen heel haar zwangerschap onoverwinnelijk te zijn, door het beschermend schild een kracht van haar ongeboren kind.
- Het ongeboren kind brengt haar krachten in de war; als ze een demon wil opblazen, schiet ze vuurwerk of een bloemenregen.
- Doordat Leo & Piper het begrip voor elkaar dreigen te verliezen, verwisselt de ongeboren baby, de zielen van zijn moeder en vader, zodat ze verplicht worden voor een onbepaalde duur in elkaars schoenen te lopen.
- Piper wordt ziek in haar derde trimester aan toxoplasmose, maar haar kind wordt veilig geboren met de hulp van haar twee zussen Phoebe en Paige in de manor.
- Piper bleef protesteren tegen deze regeling tot op het moment dat haar water brak, Piper wilde een normale bevalling in het ziekenhuis.
- Tot ieders verbazing was het kind een jongen, en niet Melinda, het meisje dat Piper in de toekomst als haar dochter had gezien.
- Wyatt haar zoon is een dubbel gezegend kind met zeer grote krachten.
- Na de geboorte van haar zoon heeft Piper last van verlatingsangst, maar het moederinstinct dat ervoor zorgt dat ze haar kind wil beschermen, neemt al gauw zijn plaats in wanneer ze zich laat gelden als een zeer sterke heks en iedere demon vernietigt als een waarschuwing naar de demonische samenleving, dat al diegenen die haar zoon krenken, opgejaagd en vernietigd zullen worden.
- ze noemt haar zoon Wyatt Mathew Halliwell als een eerbetoon aan Leo en Paige, Wyatt omdat dit de achternaam is van zijn vader, Mathew als een afgeleide van Matthews Paige haar achternaam, en Halliwell omdat deze naam gevreesd wordt in de demonische samenleving.
- Piper en Leo krijgen drie kinderen in het totaal: Wyatt (geboren in seizoen 5), Chris (geboren in seizoen 6) en een dochter Melinda (verschijnt voor het eerst in de stripreeks).
- In de toekomst zullen zowel Wyatt, Chris als Melinda elk drie kinderen krijgen waardoor Piper en Leo in het totaal 9 kleinkinderen zullen hebben.

## Pipers scheidingen van Leo
- Piper en Leo worden verliefd maar hun relatie is streng verboden, en Leo verdwijnt uit haar leven, tot hij gewond raakt door een Darklighter
- Tijdens een geheime trouwceremonie wordt Leo door de Elders weg geteleporteerd.
- Maanden na de geboorte van Wyatt maken Piper en haar zussen kennis met Chris Perry een Whitelighter uit de toekomst, die terugkomt om Piper te helpen om de Griekse Titanen te verslaan.
- De Titanen vernietigen bijna al de Elders en Piper en haar zussen worden getransformeerd tot Griekse Godinnen. Piper wordt de Godin die alles in de natuur controleert, ze gebruikt haar krachten om een storm op San Francisco los te laten, als ze verneemt dat Leo, ongewild gepromoveerd is tot Elders als een beloning voor zijn moedig optreden.
- Piper confronteert Leo in de hemelen, dat hij zijn gezin in de steek laat.
- Chris wordt de nieuwe Whitelighter en Piper probeert als een alleenstaande moeder verder te leven; Leo en Piper scheiden van elkaar, en Piper maakt terug afspraakjes met stervelingen.
- Piper en Leo zijn op weg naar verzoening wanneer een flesgeest de Charmed ones dood wenst. Hoewel ze beide in een magische slaap vervallen zijn, hoort Leo Pipers hulp oproep aan Leo, en hij redt haar van de dood, weliswaar onwetend.
- Als zowel Piper en Leo gevangen raken in het geestelijke rijk, raakt Leo gewond door een Darklighter pijl; nu er geen Elders in de buurt zijn om Leo te genezen, laten beiden hun afstandelijke houding varen en verklaren ze beide dat ze nog van elkaar houden.
- Wanneer ze beide bevrijd worden uit het geestenrijk, besluit Leo dat hij zijn taak ten volle moet opnemen als een Elder, en dat hij niet meer bij zijn gezin kan zijn; hij kiest voor een volledig leven als Elder en laat zijn gezin achter; ze leven nu voorgoed gescheiden, Leo in de hemelen en Piper op aarde.
- Wanneer Piper erachter komt dat ze voor de tweede keer zwanger is, besluit ze haar zwangerschap geheim te houden voor Leo, omdat deze zijn nieuwe lot heeft aanvaard als fulltime Elder.
- Piper ontdekt dat Chris Perry eigenlijk haar tweede zoon is, Leo komt er als laatste achter dat Chris zijn toekomstige zoon is.
- Het samen zoeken naar de vijand die Wyatt corrumpeert zodat die in de toekomst slecht blijkt te zijn, brengt Piper en Leo weer dichter bij elkaar.
- Leo doodt Gideon een mede Elder als hij erachter komt dat Gideon volwassen Chris vermoord heeft in een poging om Wyatt uit te schakelen.
- Piper begrijpt niet dat Leo na zijn verdriet en schuldgevoel over de moord op een onschuldige Elder Zola zich zo snel hersteld heeft, maar ze laat Leo terug toe in haar leven ondanks dat Leo een avatar is geworden.
- Leo zijn verraad aan de Elders door een avatar te worden, wordt bestraft door de Elders; Leo wordt weer van zijn gezin weggehaald, om zijn straf te ondergaan. En wordt door het valsspelen van de Elders gefopt om terug een fulltime Elder te worden, zonder weet dat hij gehuwd is met Piper en twee zonen heeft.
- Piper krijgt mede de inmenging van Cole Turner hulp om Leo van haar bestaan op de hoogte te brengen, waarop Leo uit genade valt en sterveling wordt.
- Het sterveling zijn en gehuwd zijn met een van de machtigste heksen, doet Leo echter geen goed, en Piper en Leo moeten een magische huwelijkstherapeut inschakelen om hun relatie te redden. Deze therapeut verwisselt hun zielen zo dat ze verplicht zijn om in elkaars schoenen te lopen, het helpt, en de relatie tussen Piper en Leo gaat eindelijk goed.
- Tot de engel van de dood Piper komt waarschuwen dat Leo zijn einde in aantocht is. Piper probeert een manier te vinden om Leo's dood te omzeilen, ze vraagt de hulp van de Elders en de Avatars maar beide zijn machteloos tegen de engel des doods.

De engel van het lot komt met een tussenoplossing Leo wordt bevroren, totdat de Charmed Ones een groot kwaad hebben verslagen.
- Piper verliest Leo voor de zoveelste keer.
- Pas als Phoebe, Paige gedood zijn door Christy Jenkins, en Piper op het punt staat in haar woede Billy Jenkins bloothands te wurgen, wordt Leo door de engel van het lot teruggestuurd naar Piper om haar tegen te houden en te helpen, haar zussen terug te krijgen, door de tijd terug te draaien en de hulp van Alle Halliwells op te roepen. Phoebe en Paige, leven terug maar omdat Christy Jenkins niet vernietigt meer is verdwijnt Leo weer uit het leven van Piper. Billy de zus van Christy Jenkins, deflecteert de energyball die Christy raakt, Christy is dood, Phoebe en Paige leven en Leo wordt weer herenigd met zijn gezin.

## Pipers geheime identiteit
Na maanden van strijd en het verlies van de manor en The Book Of Shadows verslaan Piper en haar zussen de demon Zankou
en de nexus op het einde van haar zevende verjaardag als een heks. Piper en haar zussen lijken te sterven in de laatste strijd met Zankou. De stervelingen wereld, de onderwereld, en de Elders geloven dat Piper en haar zussen dood zijn. Dit is Pipers kans om een normaal leven te leiden.
- Piper verandert haar uiterlijk door middel van glamouring en neemt de alias van Jenny Bennet aan.
- Enkel haar geliefden kennen haar ware identiteit.
- Pipers nieuwe uiterlijk lijkt zeer sterk op een voortvluchtige misdadigster, die ten onrechte beschuldigd is van moord. Piper wordt vervolgens opgejaagd als de vermoedelijke voortvluchtige.
- Nadat de naam van de vermoedelijke voortvluchtige gezuiverd is, moet Piper haar uiterlijk opnieuw veranderen en een andere alias aannemen: Jamie Bennet.
- Tijdens hun vermomming voor de buitenwereld leren ze een nieuwe protegé kennen; Billy Jenkins, die de meeste demonen bevecht zodat de last minder zwaar wordt voor Piper en haar zussen.
- Na een tijd komt Piper erachter dat het verbergen van hun identiteit vermoedelijk toch niet zo'n goed idee is geweest.
- Met behulp van de Homeland Security (om hun plotselinge wederopstanding vanuit het graf te verklaren) neemt Piper weer haar eigen uiterlijk en naam op.

## Aantal keren dat Piper gestorven is
Tijdens de looptijd van de serie, en gedurende haar leven als een Charmed One sterft Piper in totaal 9 keer.
| Aflevering               | Titel                    | Oorzaak van de dood | Terugkeer uit de dood                                             |
| ------------------------ | ------------------------ | --- | ----------------------------------------------------------------- |
| Seizoen 1, aflevering 22 | Déjà Vu All Over Again   | gedood door een energy ball gegooid door de demon Rodriguez                                                             | Nadat de tijd was teruggedraaid.                                  |
| Seizoen 2, aflevering 12 | Awakend                  | Een dodelijke ziekte (Oroya Koorts)                                                                                     | Leo geneest haar, als ze op het punt stond naar de hemel te gaan. |
| Seizoen 3, aflevering 9  | Coyote Piper             | Gedood door Prue om een bezeten geest uit haar lichaam te krijgen.                                                      | terug tot leven gebracht door een bezeten Leo                     |
| Seizoen 3, aflevering 22 | All Hell Breakes Loose   | Gedood door een gekke wiccabeoefenaarster die vond dat ze slecht waren                                                  | Nadat de tijd was teruggedraaid                                   |
| Seizoen 4, aflevering 17 | Saving Private Leo       | Piper werd gedood door een van Leo's oude vrienden van het militaire dienst                                             | Leo genas haar voor haar geest verder kon gaan                    |
| Seizoen 6, aflevering 15 | I Dream Of Phoebe        | Een demon deed een wens bij een flesgeest dat ze dood zou zijn                                                          | Leo genas haar op het punt dat haar geest verder zou gaan         |
| Seizoen 7, aflevering 5  | Styx Feet Under          | De Engel des Doods had hulp nodig nadat de Charmed Ones geknoeid hadden met zijn lijst. Piper werd een Engel des Doods. | De Engel des Doods keerde weer terug naar zijn job                |
| Seizoen 7, aflevering 7  | Someone To Witch over Me | Gedood door een demon                                                                                                   | Leo bracht haar weer tot leven nadat hij een Avatar geworden is   |
| Seizoen 7, aflevering 16 | The Seven Year Witch     | In een coma gebracht door een groep demonen                                                                             | Haar zoon Wyatt genas haar voor haar ziel verder kon              |